# Nicole Silveira
Nicole Silveira (Río Grande, 7 de mayo de 1994) es una deportista brasileña que compite en skeleton.

## Carrera
Silveira debutó en la Skeleton World Cup en la temporada 2018-19, terminando en el puesto 25º. A la temporada siguiente, terminó en el 24.º puesto. En la temporada 2020-21, acabó siendo vigésimo segunda en la clasificatoria. Silveira también compitió en la Bobsleigh World Cup 2017-18, donde se situó en el puesto 18º de la clasificación.
Tuvo su primera experiencia olímpica con Brasil en los Juegos Olímpicos de Pekín 2022, donde terminó en decimotercera posición en la global, con un tiempo total de 4:10,48 minutos, 2,86 segundos más que alemana Hannah Neise, oro olímpico. Sus tiempos fueron en la primera carrera 1:02,58 minutos (12º lugar); en la segunda 1:02,95 minutos (13.er lugar); en la tercera 1:02,55 minutos (17º lugar); y en la última 1:02,40 minutos (13.er lugar).

## Vida personal
Silveira, quien abiertamente se declara bisexual, mantiene una relación con la también corredora de skeleton Kim Meylemans.